# Satellites naturels de Mercure

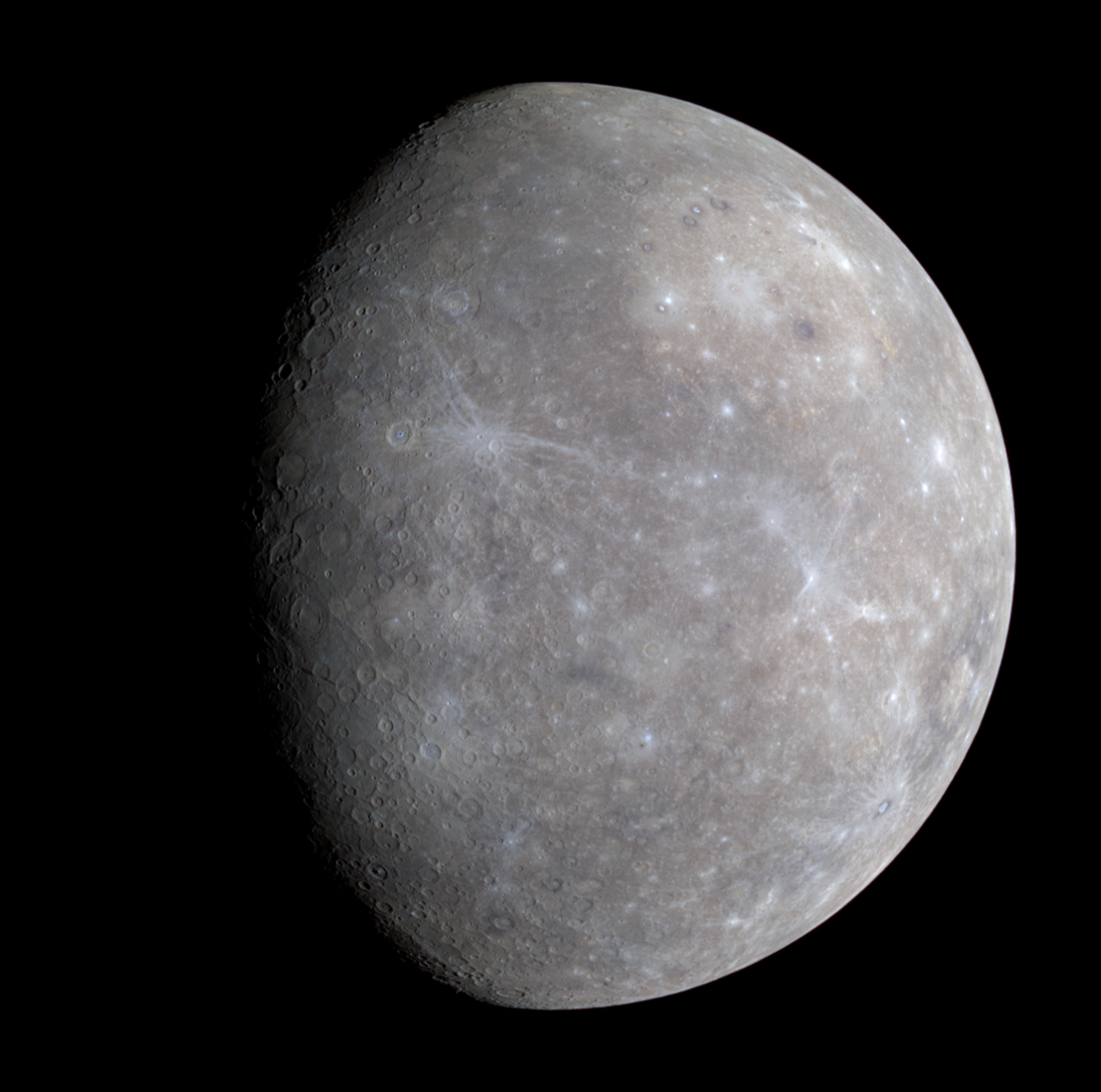
Mercure, une des deux planètes du Système solaire sans satellite connu.

Connue depuis l'Antiquité, Mercure a été observée pendant des millénaires, d'abord à l'œil nu, puis à l'aide des premières lunettes et des premiers télescopes. Contrairement à Vénus, aucune observation durant ces siècles n'a pu suggérer ou faire croire à l'existence d'un satellite. Toutefois, Mercure étant constamment baignée dans la lumière solaire lorsqu'on l'observe depuis la Terre, il était encore possible de concevoir l'existence d'une lune de faible taille (<100 km) hors de portée des instruments optiques « classiques ».

## Espoir en 1974
Le 27 mars 1974, deux jours avant que Mariner 10 n'effectue son survol de Mercure prévu le 29 mars 1974, un instrument a commencé à enregistrer des émissions lumineuses dans les UV extrêmes, qui « n'avaient rien à faire là ». Le jour suivant elles étaient parties. Trois jours plus tard les émissions sont de nouveaux  réapparues, et « l'objet » semblait se détacher de Mercure. Les astronomes ont pensé en premier qu'ils avaient vu une étoile. Mais ils l'avaient vue dans deux directions complètement différentes, et tous les astronomes savaient que ces longueurs d'onde en UV extrêmes ne pouvaient pas pénétrer très loin au travers du milieu interstellaire, ce qui laissait supposer que l'objet devait être proche. L'hypothèse d'un satellite de Mercure fut envisagée. 
Après un vendredi agité, quand on a calculé que « l'objet » se déplaçait à 4 km/s, une vitesse cohérente avec celle d'une lune, les responsables se sont réunis. Ils ont mis le vaisseau, alors agonisant, à la disposition de l'équipe UV, et tout le monde a commencé à se faire du souci à propos de la conférence de presse prévue plus tard le samedi. La lune suspectée aurait pu être annoncée. Au niveau de la presse, des rumeurs commencèrent à circuler. Certains journaux se sont engouffrés dans des histoires à sensations à propos d'une nouvelle lune orbitant autour de Mercure. 

31 Crateris, un possible système binaire.

Mariner 10 devait alors étudier plus en détail ce corps qui s'avéra finalement être une étoile chaude, 31 Crateris, dont les rayons UV n'avaient pas été entièrement absorbés par le milieu interstellaire comme on le pensait. Ceux-ci provenaient de la nébuleuse de Gum, s'étendant sur 140° du ciel nocturne et émis à 54 nm.

## XXIesiècle
La satellisation de la sonde MESSENGER autour de Mercure, de 2011 à 2015, a permis d'écarter définitivement l'existence de cet hypothétique satellite.
Le 1er avril 2012, la NASA fait un poisson d'avril en présentant la découverte d'un petit satellite de 70 mètres à une distance moyenne de 14 300 kilomètres de Mercure, précisant par ailleurs que l'équipe de MESSENGER a proposé le nom Caducée (Caduceus) à l'Union astronomique internationale. La photo utilisée pour le satellite est en fait celle de l'astéroïde (243) Ida, le premier astéroïde connu à avoir un satellite (Dactyle).